# Вайникко, Геннадий Михайлович
Геннадий Михайлович Вайникко (31 мая 1938, Кондопога, Карельская АССР — 1 ноября 2024, Тарту) — советский и эстонский математик, член Эстонской академии наук (с 1986).
Родился в семье финнов, высланных из Ингерманландии в Восточную Карелию и переехавших в Эстонию в 1942 году (отец работал учителем).
Окончил среднюю школу г. Кехра с золотой медалью (1956), математическое отделение естественно-математического факультета Тартуского государственного университета (1961, с отличием) и аспирантуру там же (1964).
Кандидат физико-математических наук (1964), тема диссертации «О точности метода Галеркина». Доцент (1967).
В 1963—1965 годах — ассистент и старший преподаватель кафедры математического анализа Тартуского университета, 1965—1967 — доцент кафедры математического анализа Воронежского университета, 1967—1969 — доцент кафедры математического анализа ТГУ, 1969—1970 гг. доцент кафедры вычислительной математики, 1971—1994 гг. там же зав. кафедрой и профессор. С 1983 г. научный руководитель лаборатории прикладной математики.
В 1969 году защитил докторскую диссертацию «Об аппроксимации линейных и нелинейных операторов и групповом расширении операторных уравнений». В 1971 году присвоено звание профессора.
В период с 1973 по 1985 г. выполнил ряд работ по международным геофизическим проектам в Институте астрофизики и физики атмосферы АН ЭССР.
В 1973—1993 годах читал лекции в качестве приглашенного профессора в университетахЛатвии, России, Финляндии, Германии, США и Южной Кореи. В 1993—2003 годах профессор Хельсинкского университета технологии.
В 2003—2004 годах старший научный сотрудник кафедры математики Таллиннского педагогического университета, в 2004—2020 годах — старший научный сотрудник Института прикладной математики Тартуского университета (с 2007 года — Институт математики, с 2016 года — Институт прикладной математики). С 2021 года профессор кафедры прикладного функционального анализа Института математики и статистики.
В 1986 году избран членом-корреспондентом Академии наук Эстонской ССР. С 1990 г. академик, в 1990—1994 годах вице-президент Эстонской академии наук, в 1991—1994 годах — вице-президент Эстонского математического общества.
Научные интересы — интегральные, дифференциальные и операторные уравнения. Добился выдающихся результатов в анализе фундаментальных свойств этих уравнений и в области численного решения. Построил эффективные методы решения многих сингулярных уравнений, создал так называемую теорию интегральных уравнений и применил её на практике.
Автор около 200 научных работ. Под его руководством защищено более 30 докторских и кандидатских диссертаций.
Заслуженный деятель науки Эстонской ССР (1989). Награждён медалью Эстонской академии наук (1998).
Жена — Ииви Вайникко. Дети — Тойво Вайникко, Ээро Вайникко и Лийна Вайнуметса.
Сочинения:
- Компактная аппроксимация операторов и приближенное решение уравнений  / Тартуский гос. ун-т. - Тарту : [б. и.], 1970. - 192 с.; 20 см.
- Анализ дискретизационных методов: Спецкурс / Г. Вайникко ; Тарт. гос. ун-т. - Тарту : ТГУ, 1976. - 161 с. : черт.; 20 см.
- О точности методов типа Галеркина : диссертация ... кандидата физико-математических наук : 01.00.00. - Тарту, 1964. - 203 с.
- Об аппроксимации линейных и нелинейных операторов и приближенном решении операторных уравнений : диссертация ... доктора физико-математических наук : 01.00.00. - Тарту, 1968. - 307 с.
- Численные методы в гиперсингулярных интегральных уравнениях и их приложения / Г.М. Вайникко, И.К. Лифанов, Л.Н. Полтавский. - Москва : Янус-К, 2001. - 507 с. : ил.; 22 см.; ISBN 5-8037-0081-9
- Итерационные процедуры в некорректных задачах / Г. М. Вайникко, А. Ю. Веретенников ; отв. ред. Б. Т. Поляк ; АН СССР, Ин-т проблем управления. - Москва : Наука, 1986. - 177, [4] с.; 22 см.
- Оценки погрешности метода Галеркина для линейного диффе¬ ренциального уравнения. Уч. зап. Тартуск. ун-та, 1962, вып. 129, 394-416.
- Оценки погрешности метода Ритца для линейного однородного уравнения. Уч. зап. Тартуск. ун-та, 1962, вып. 129,
- Асимптотические оценки погрешности проекционных методов в проблеме собственных значений. Ж. вычисл. мат. и мат. физ., 1964, т. 4, 3, 405-425.